# Paeonia 'Gui Fei Cha Cui'

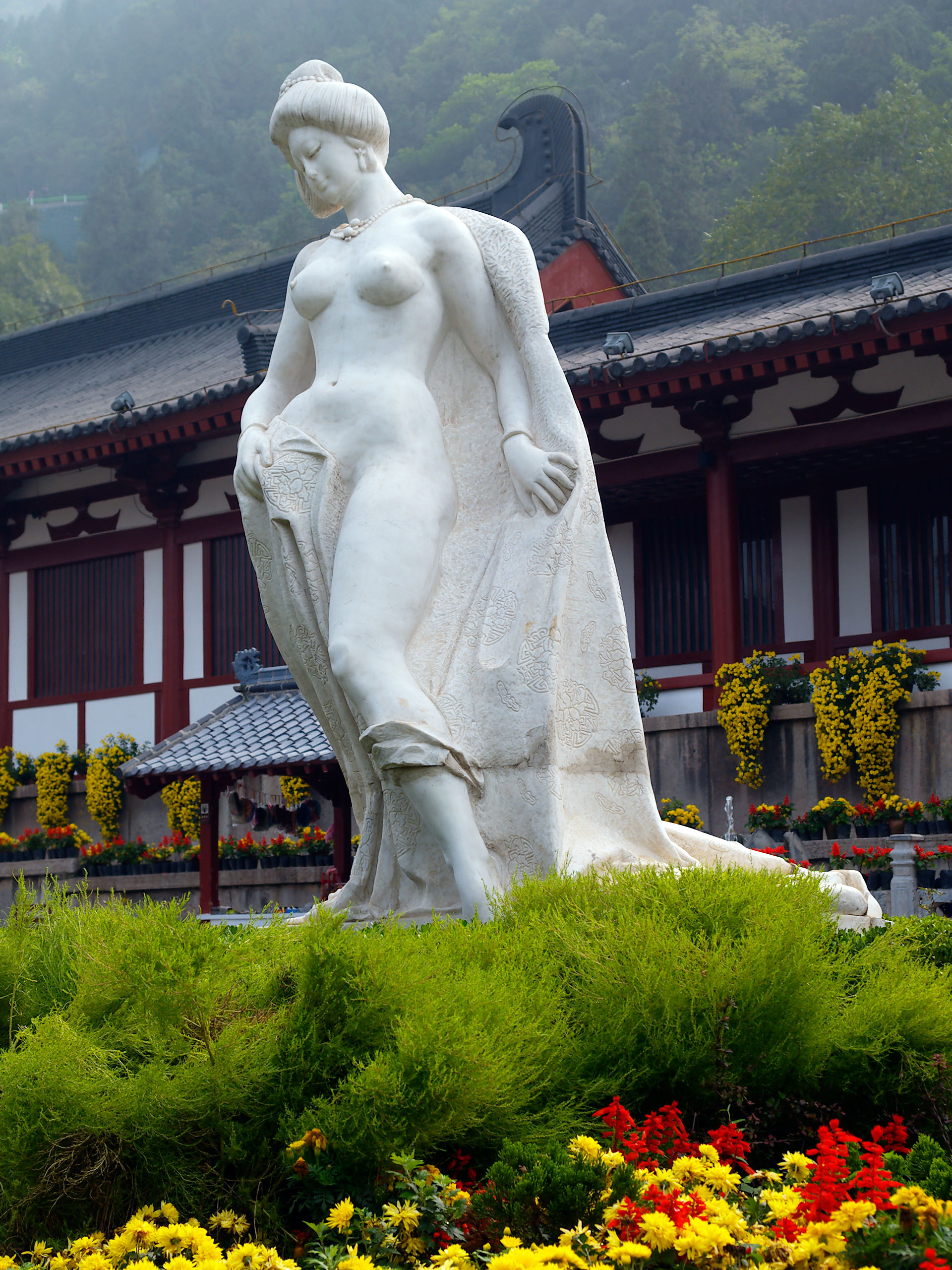
Скульптура Ян-гуйфэй в городе Сиань

Paeonia suffruticosa 'Gui Fei Cha Cui' (кит. трад. 貴妃插翠, упр. 贵妃插翠, пиньинь guì fēi chā cuì) — созданный в Китае сорт древовидного пиона.
Некоторые ботаники считают, что Paeonia suffruticosa является не видом, а обширной группой различных сортов.

Используется в качестве модельного растения в биологических исследованиях.
Сорт назван в честь Ян-гуйфэй — супруги императора Сюань-цзун (династия Тан, 712—756), одной из четырёх самых красивых женщин древнего Китая. Убитой во время мятежа Ань Лушаня.

## Биологическое описание
Многолетний листопадный кустарник.
Высота куста до 2 метров.
Листья с фиолетовыми краями.
Цветки махровые, направлены вверх или вбок, розовые, в центре зеленоватые, ароматные, 15×7 см.
Диплоид.

## В культуре
Зоны морозостойкости: от 2a до более тёплых.
Сорт среднего срока цветения.
Условия культивирования см: Древовидные пионы.